# Gle Luengcide
Gle Luengcide är en kulle i Indonesien.   Den ligger i provinsen Aceh, i den västra delen av landet, 1 800 km nordväst om huvudstaden Jakarta. Toppen på Gle Luengcide är 190 meter över havet. Gle Luengcide ligger på ön Pulau Peunasu.
Terrängen runt Gle Luengcide är huvudsakligen kuperad, men åt nordost är den platt. Havet är nära Gle Luengcide åt sydväst.